# Serapicamptis pisanensis
Serapicamptis pisanensis är en orkidéart som först beskrevs av Masters John Godfery, och fick sitt nu gällande namn av Julian Mark Hugh Shaw. Serapicamptis pisanensis ingår i släktet Serapicamptis och familjen orkidéer. Inga underarter finns listade i Catalogue of Life.